# Agapophytus pyrrhotelus
Agapophytus pyrrhotelus är en tvåvingeart som först beskrevs av Walker 1854.  Agapophytus pyrrhotelus ingår i släktet Agapophytus och familjen stilettflugor. Inga underarter finns listade i Catalogue of Life.